# Лејк Гудвин (Вашингтон)
Лејк Гудвин (енгл. Lake Goodwin) град је у америчкој савезној држави Вашингтон.

## Демографија
По попису из 2000. године број становника је 3.354.
| Група             | 2000.         | 2010.    |
| Белци             | 3.134 (93,4%) | 0 (0,0%) |
| Афроамериканци    | 16 (0,5%)     | 0 (0,0%) |
| Азијати           | 24 (0,7%)     | 0 (0,0%) |
| Хиспаноамериканци | 82 (2,4%)     | 0 (0,0%) |
| Укупно            | 3.354         | 0        |